# Curcani, Constanța
Curcani este un sat în comuna Cobadin din județul Constanța, Dobrogea, România. Se află în partea sudică a județului,  în Podișul Cobadin. În tecut s-a numit Cherticpunar/Chertic-Punar (în turcă Kertikpınar). La recensământul din 2002 avea o populație de 19 locuitori.